# Liste der Biografien/Bork
Liste der Biografien |
Portal Biografien |
Personensuche
# |
A |
B |
C |
D |
E |
F |
G |
H |
I |
J |
K |
L |
M |
N |
O |
P |
Q |
R |
S |
T |
U |
V |
W |
X |
Y |
Z |
?
 
Ba |
Be |
Bd |
Bg |
Bh |
Bi |
Bj |
Bl |
Bm |
Bn |
Bo |
Br |
Bs |
Bu |
Bw |
By |
Bz
 
Boa–Boc |
Bod |
Boe |
Bof |
Bog |
Boh |
Boi–Bok |
Bol |
Bom |
Bon |
Boo |
Bop |
Boq |
Bor |
Bos |
Bot |
Bou |
Bov–Boz
 
Bora |
Borb |
Borc |
Bord |
Bore |
Borg |
Borh |
Bori |
Borj |
Bork |
Borl |
Borm |
Born |
Boro |
Borq |
Borr |
Bors |
Bort |
Boru |
Borv |
Borw |
Bory |
Borz
Die Liste der Biografien führt alle Personen auf, die in der deutschsprachigen Wikipedia einen Artikel haben. Dieses ist eine Teilliste mit 81 Einträgen von Personen, deren Namen mit den Buchstaben „Bork“ beginnt.

## Bork
- Bork, Arthur (* 1892), deutscher SS-Führer
- Bork, Detlev (* 1967), deutscher klassischer Gitarrist und Flamenco-Gitarrist
- Bork, Eduard (1833–1893), deutscher Jurist und Mitglied des Preußischen Abgeordnetenhauses
- Bork, Egon (1902–1989), dänischer Sprachwissenschaftler, Lexikograf und Gymnasiallehrer
- Bork, Gerhard (1917–2004), deutscher Kirchenmusiker
- Bork, Hans Dieter (* 1932), deutscher Romanist und Sprachwissenschaftler
- Bork, Hans-Rudolf (* 1955), deutscher Geograph
- Bork, Helmuth (* 1886), deutscher Fußballspieler
- Bork, Hugo (1907–1998), deutscher Gewerkschafter und Politiker (SPD), Oberbürgermeister von Wolfsburg
- Bork, Jean, deutsche Fernsehdarstellerin und Moderatorin
- Bork, Kurt (1906–1975), deutscher Politiker (SED), stellvertretender Minister für Kultur der DDR
- Bork, Matthias (* 1962), deutsch-kanadischer Künstler, vorwiegend Maler aber auch Skulpteur und Autor
- Bork, Max Hermann (1899–1973), deutscher Offizier, zuletzt Generalleutnant im Zweiten Weltkrieg
- Bork, Mirosław (* 1956), polnischer Filmregisseur und Filmproduzent
- Bork, Peer (* 1963), deutscher Bioinformatiker und Direktor des EMBL in Heidelberg
- Bork, Reinhard (* 1956), deutscher Rechtswissenschaftler
- Bork, Robert (1927–2012), US-amerikanischer Jurist, Richter und United States Solicitor General
- Bork, Uwe (* 1951), deutscher Journalist und Sachbuchautor
- Bork, Wilfried (1945–2015), deutscher Handballspieler
- Bork, Wilhelm (1843–1906), deutscher Ingenieur und Eisenbahnfachmann

### Borka
- Borkai, Zsolt (* 1965), ungarischer Turner und Politiker
- Borkamp, Jana (* 1983), deutsche Politikerin (Bündnis 90/Die Grünen) und politische Beamtin
- Borkan, Gene (* 1947), US-amerikanischer Schauspieler in Film und Fernsehen
- Borkanjuk, Oleksa (1901–1942), ukrainischer Politiker

### Borke
- Børkeeiet, Tobias (* 1999), norwegischer Fußballspieler
- Borkelmans, Vital (* 1963), belgischer Fußballspieler
- Borkenau, Franz (1900–1957), Geschichtsphilosoph, Kulturhistoriker und SoziologeFranz Borkenau (1900–1957)

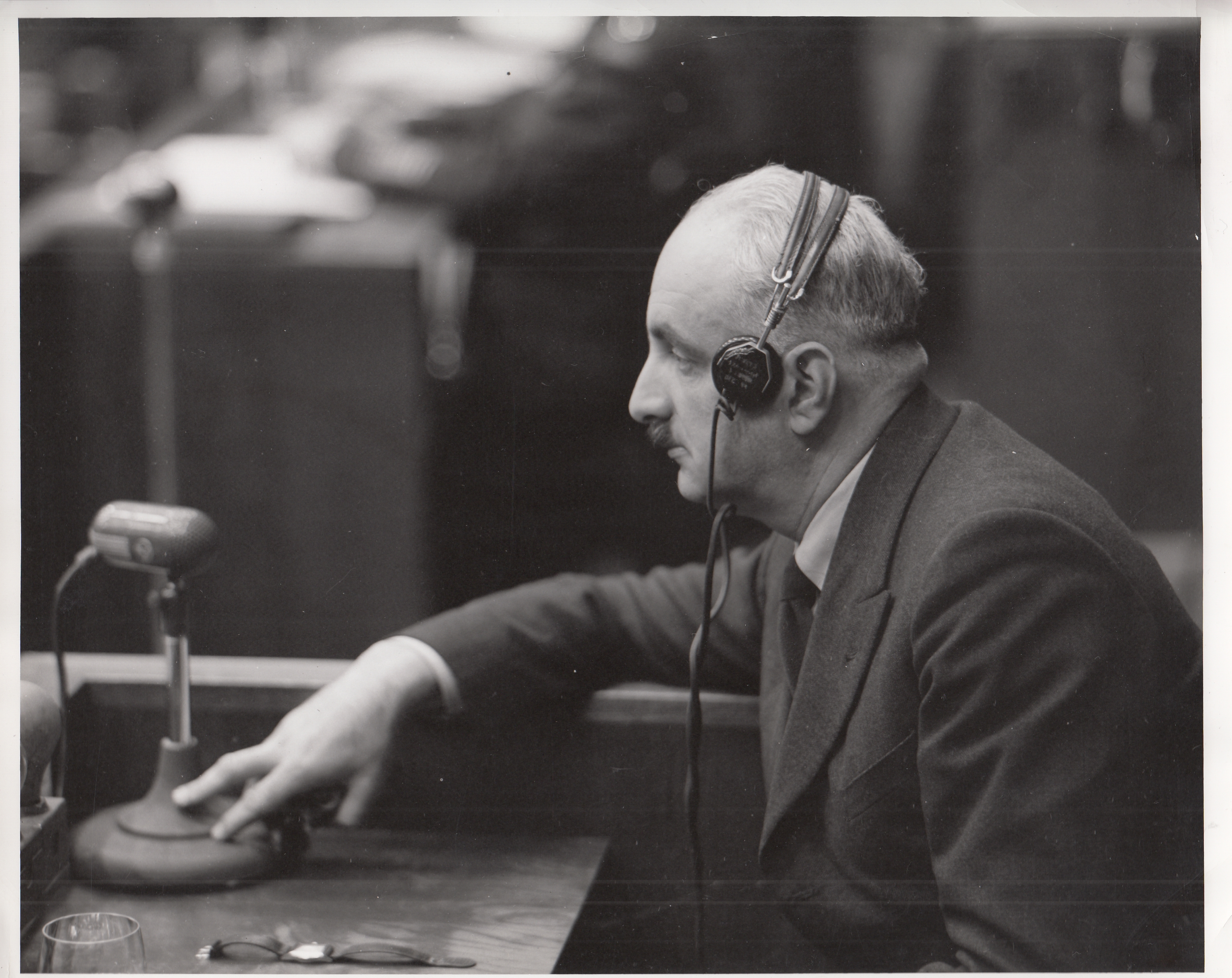
Franz Borkenau (1900–1957)

- Borkenau, Peter, deutscher Psychologe
- Borkenhagen, Ada (* 1966), deutsche Psychoanalytikerin
- Borkenhagen, Dirk (* 1965), deutscher Fußballspieler
- Borkenhagen, Florian (* 1959), deutscher Künstler und Designer
- Borkenhagen, Franz H. U. (* 1945), deutscher Offizier und Publizist
- Borkenhagen, Gerhard (* 1933), deutscher Fußballspieler
- Borkenhagen, Kurt (1919–2012), deutscher Fußballspieler
- Borkenstein, Elke (* 1971), deutsche Schauspielerin
- Borkenstein, Hinrich (1705–1777), Hamburger Lustspieldichter
- Börker, Christoph (* 1936), deutscher Klassischer Archäologe
- Börker, Wilhelm (1869–1953), deutscher Lehrer, Schriftsteller, Publizist und Theaterleiter

### Borkh
- Borkh, Inge (1921–2018), deutsche Opernsängerin (Sopran)Inge Borkh (1921–2018)

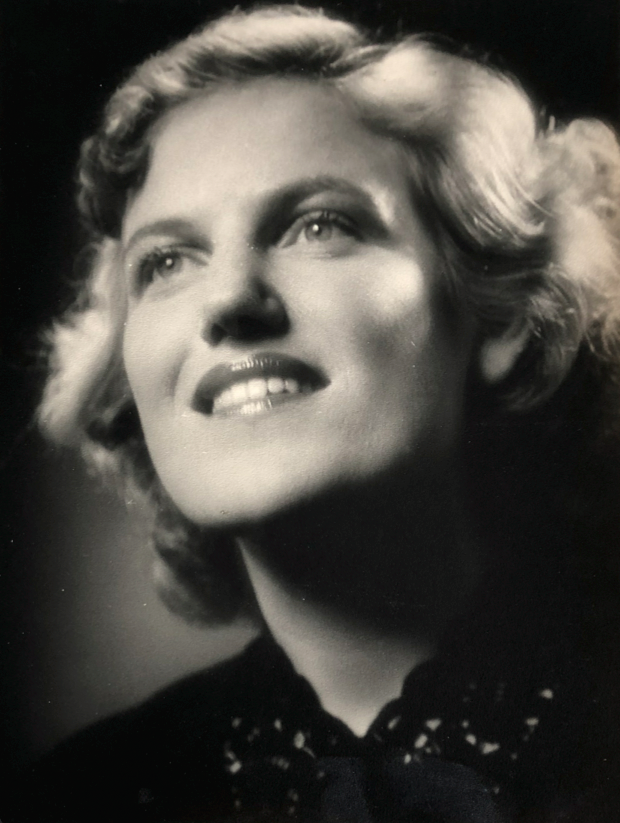
Inge Borkh (1921–2018)

- Borkhardt, Arndt (* 1963), deutscher Kinderarzt, Onkologe und Immunologe
- Borkhardt, Hertha-Lore (* 1939), deutsche Mikrobiologin
- Borkhausen, Moritz Balthasar (1760–1806), deutscher Naturwissenschaftler
- Borkheim, Sigismund Ludwig (1826–1885), deutscher Teilnehmer an der Revolution 1848/49, Publizist
- Borkhoche, Boulos Nassif (1932–2021), libanesischer Ordensgeistlicher und melkitisch griechisch-katholischer Erzbischof von Bosra und Hauran
- Borkholder, Jacob (1762–1829), nassauischer Politiker
- Borkholder, Wilhelm (1886–1945), deutscher Politiker, Oberbürgermeister von Ansbach
- Borkhorsor, Venice (* 1950), thailändischer Boxer im Fliegengewicht

### Borki
- Borkin, Joseph (1911–1979), US-amerikanischer Wirtschaftsanwalt und Buchautor

### Borkl
- Börklüce Mustafa, osmanischer Sozialrevolutionär und Prediger religiöser Toleranz

### Borkm
- Borkmann, Doris (1935–2017), deutsche Regieassistentin, Casterin und Schnittassistentin
- Borkmann, Eberhard (1935–2015), deutscher Kameramann

### Borko
- Borko, Celina (* 2002), deutsche Synchronsprecherin
- Borko, Vincent (* 1998), deutscher Synchronsprecher
- Borkop, Sara (* 2006), dänische Tennisspielerin
- Borkopp-Restle, Birgitt (* 1958), deutsche Kunsthistorikerin
- Bořkovcová, Hana (1927–2009), tschechoslowakische Schriftstellerin
- Bořkovec, Pavel (1894–1972), tschechischer Komponist
- Borkovec, Petr (* 1970), tschechischer Dichter
- Borkovic, Alexandar (* 1999), österreichischer Fußballspieler
- Borković, Dušan (* 1984), serbischer Bergrennfahrer im Automobilsport
- Borkowetz, Gottfried (1870–1945), österreichischer Oberingenieur
- Borkowicz, Leonard (1912–1989), polnischer Aktivist und Politiker
- Borkowska, Anna (1900–1988), Dominikanerschwester
- Borkowska, Grażyna (* 1956), polnische Literaturhistorikerin und Literaturkritikerin
- Borkowski, Bogusław (1920–1979), polnischer Chemiker
- Borkowski, Carl von (1829–1905), österreichischer Baumeister und Architekt
- Borkowski, Carsten (* 1965), deutscher Komponist
- Borkowski, Dennis (* 2002), deutscher Fußballspieler
- Borkowski, Dieter (1928–2000), deutscher Schriftsteller, Journalist und Historiker
- Borkowski, Frank (* 1969), deutscher Judoka
- Borkowski, Horst (1921–2012), deutscher Baptistenpastor
- Borkowski, Ingo (* 1971), deutscher Segler
- Borkowski, Jerzy (* 1957), polnischer Politiker, Mitglied des Sejm
- Borkowski, Marian (* 1934), polnischer Komponist, Pianist, Musikwissenschaftler und -pädagoge
- Borkowski, Mateusz (* 1997), polnischer Mittelstreckenläufer
- Borkowski, Mateusz (* 2002), polnischer Volleyballspieler
- Borkowski, Rasmus (* 1980), deutscher Musicaldarsteller
- Borkowsky Akbar, Christoph (* 1948), deutscher Weltmusiker und Musikethnologe
- Borkowsky, Ernst (1860–1947), deutscher Lehrer, Historiker und Literaturwissenschaftler
- Borkowsky, Rainer (* 1942), deutscher Ruderer

### Borku
- Börkur Sigþórsson, isländischer Fotograf, Kameramann, Drehbuchautor und Filmregisseur